# Rhus chinensis
Rhus chinensis, sumac xinès o arbre de les agalles, és una espècie de planta en el genus Rhus.
L'espècie s'usa per a produir agalles, dita Galla Chinensis o Wu Bei Zi (五倍子) en xinès, la qual és ric en gal·lotanins, un tipus de tanins hidrolitzables. La infestació del sumac xinès per àfids (Melaphis chinensis Bell) pot conduir a l'aparició d'una agalla que és valorada com a producte comercial. Les agalles xineses s'utilitzen en medicina xinesa per a tractar la tos, diarrea, suors de nit, disenteria i per aturar l'hemorràgia intestinal i uterina.
Els compostos de la Rhus chinensis posseeixen forts agents antivirals, antibactèrics, anticancerosos, hepatoprotectius, antidiarrèics i antioxidants. L'agalla de Rhus chinensis, la Galla chinensi, s'ha considerat durant molt de temps que posseïa moltes propietats medicinals.
L'àcid gàl·lic (àcid 3,4,5-trihidroxibenzoic), isolat del Rhus chinensis, indueix apoptosi en les cèl·lules del limfoma monocític humà U937 i pot ser un potencial agent quemoterapèutic en contra del limfoma.
L'agalla de Rhus chinensis inhibeix l'activitat de l'alfa-glucosidasa.

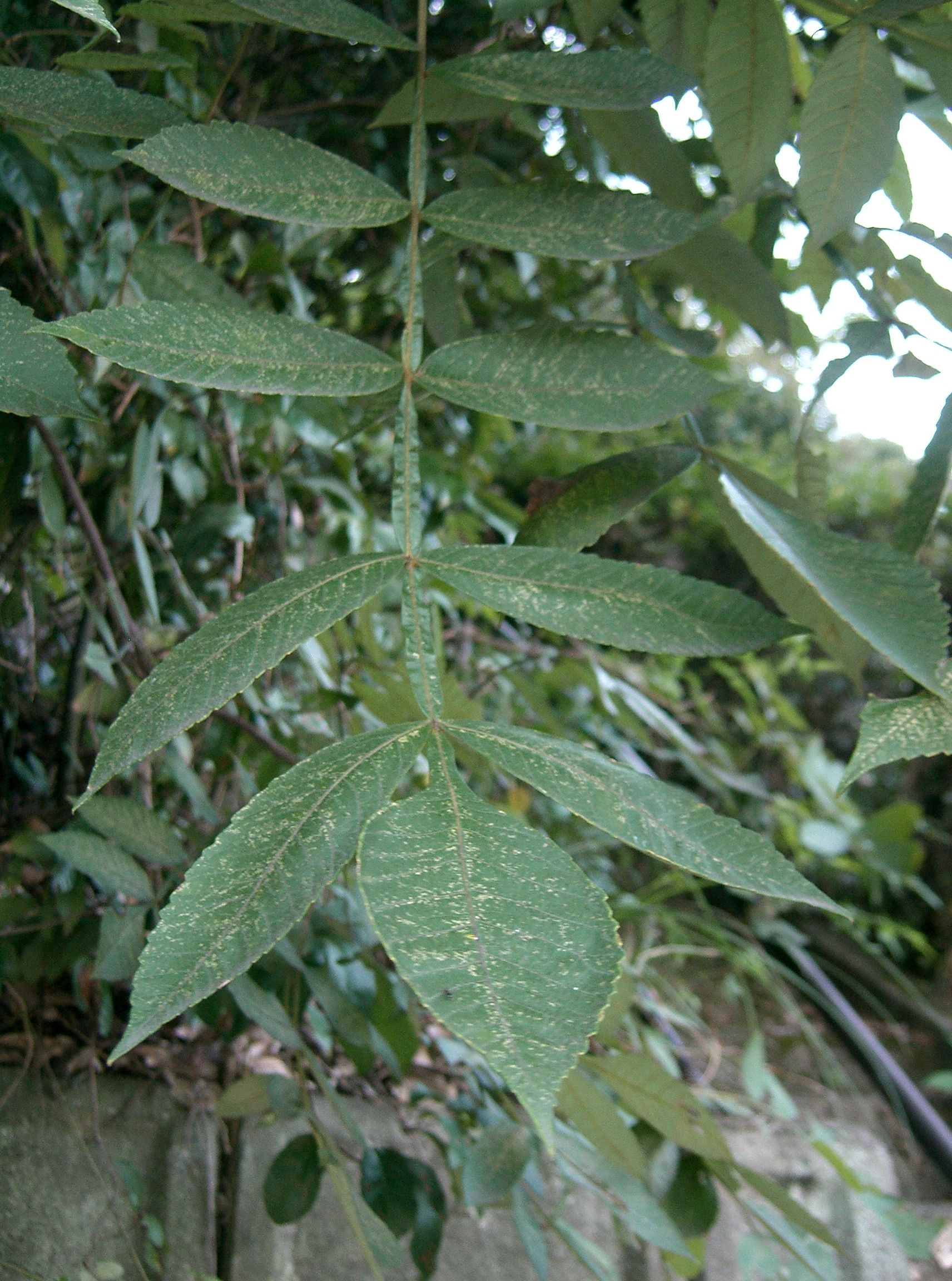
Fullatge
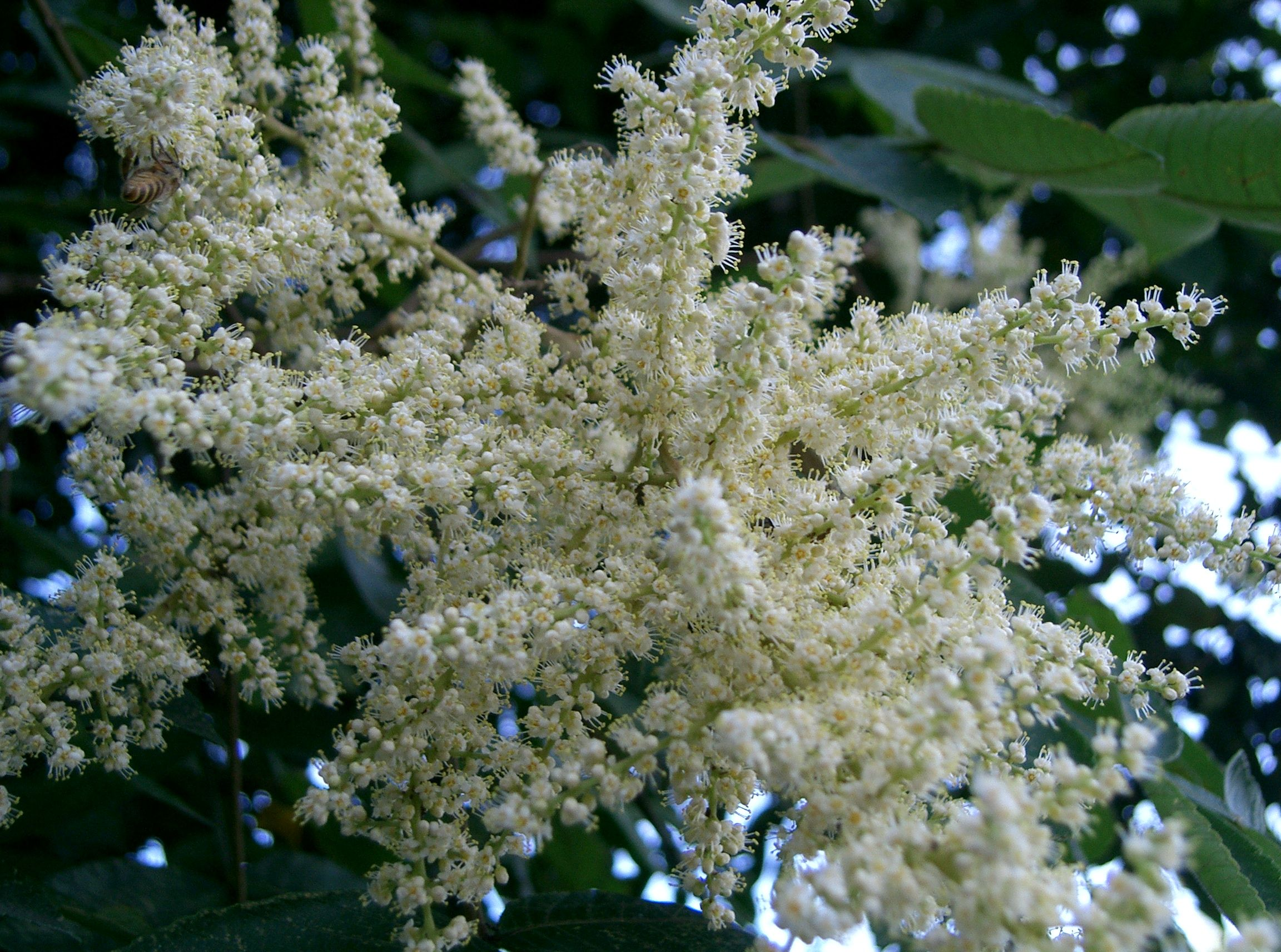
Flors
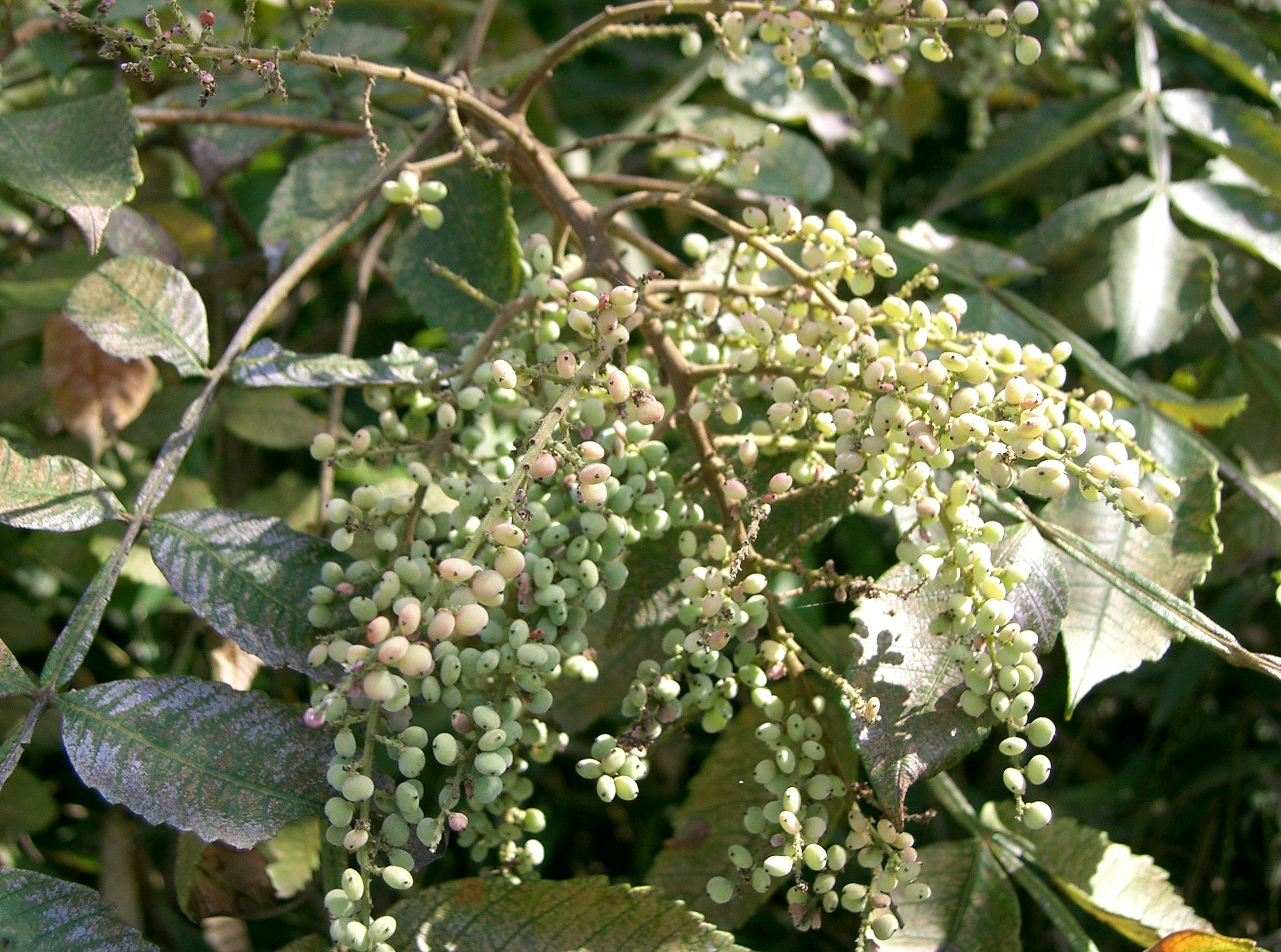
Fruits
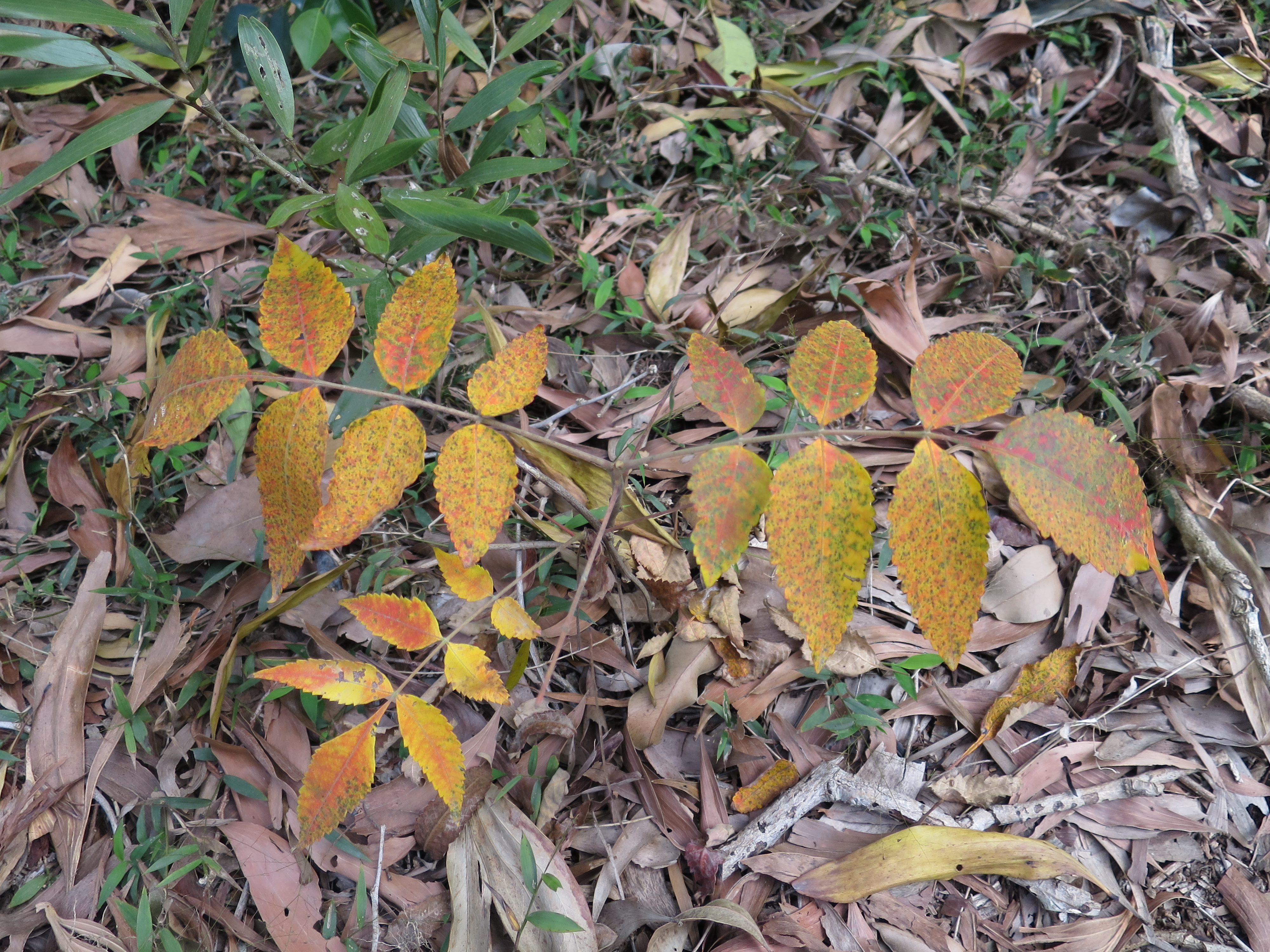
Plançó